# Danny F II
MV Danny F II (originalmente Don Carlos) fue un buque de carga construido en 1975 como transportador de automóviles. Fue rebautizado como Danny F II cuando fue reconstruido como transportador de ganado en 1994. El barco volcó y se hundió frente a Líbano el 17 de diciembre de 2009, transportando 83 personas, 10.224 ovejas y 17.932 cabezas de ganado. Se rescató a 40 personas y se encontraron 11 muertas. Se presumió que el resto de la tripulación, los pasajeros y los animales murieron.

## Hundimiento
El 17 de diciembre de 2009, el Danny F II volcó y se hundió debido al mal tiempo en el mar Mediterráneo, a 11 millas náuticas (20 km) de Trípoli, Líbano, mientras navegaba desde Montevideo, Uruguay, a Tartus, Siria, transportando seis pasajeros, 77 tripulantes, 10.224 ovejas y 17.932 cabezas de ganado. Se informa que el capitán británico del barco, John M Milloy, permaneció a bordo cuando el barco volcó en alta mar.
Después de una llamada de socorro realizada a las 15:55 hora local (13:55 UTC), se lanzó un esfuerzo de rescate que comprendía barcos de la Fuerza Provisional de las Naciones Unidas para el Líbano (FPNUL) CTF 448 bajo el mando del contralmirante de la Armada italiana, Francesco Sandalli, a bordo de la fragata italiana  Zeffiro. Entre los rescatadores había dos barcos de la Armada alemana, como parte de la CTF 448, y pequeños botes de rescate de las Fuerzas Armadas Libanesas (LAF). Un helicóptero Bell Griffin HAR2 del Escuadrón 84 de la Real Fuerza Aérea británica, con base en la RAF Akrotiri y helicópteros de la Unidad de Aviación de la Policía de Chipre (Bell 412) a petición del centro de coordinación de rescate en Larnaca fueron enviados para ayudar en el rescate.
Las labores de rescate se vieron obstaculizadas por las malas condiciones meteorológicas, las altas olas y los cadáveres flotantes de la carga de ganado del barco. Las operaciones de rescate se detuvieron 72 horas después, con 40 hombres rescatados, 11 encontrados muertos y 32 hombres desaparecidos y presuntamente muertos. Se presumió que todo el ganado estaba muerto.